# Copa Intercontinental de Fútbol Playa 2012
La Copa Intercontinental de Fútbol Playa 2012 fue la segunda edición del torneo patrocinado por Beach Soccer Worldwide, FIFA, y el consejo deportivo de Dubái que se desarrolló del 30 de octubre al 3 de noviembre. El evento reunió a ocho selecciones nacionales provenientes de los cinco continentes, y fue ganado por la selección nacional de Rusia por segunda ocasión consecutiva.

## Equipos participantes
La Copa Intercontinental convoca a la última selección campeona mundial de fútbol playa, en este caso Rusia; a la selección nacional del país anfitrión, los Emiratos Árabes Unidos, y los mejores equipos por cada continente invitados por la organización.
| Equipos participantes  | Equipos participantes | Equipos participantes | Equipos participantes |
| ---------------------- | --------------------- | --------------------- | --------------------- |
| Brasil                 | Estados Unidos        | Nigeria               | Suiza                 |
| Emiratos Árabes Unidos | Japón                 | Rusia                 | Tahití                |

## Calendario y resultados

### Primera fase

#### Grupo A
| Equipo                 | Pts | PJ | PG | PG+ | PP | GF | GC | Dif |
| ---------------------- | --- | -- | -- | --- | -- | -- | -- | --- |
| Rusia                  | 9   | 3  | 3  | 0   | 0  | 16 | 5  | 11  |
| Emiratos Árabes Unidos | 6   | 3  | 2  | 0   | 1  | 10 | 8  | 2   |
| Tahití                 | 3   | 3  | 1  | 0   | 2  | 8  | 10 | -2  |
| Estados Unidos         | 0   | 3  | 0  | 0   | 3  | 7  | 18 | -11 |

| Fecha                  | Lugar |                        |                                   | Resultado |                                   |                        |
| ---------------------- | ----- | ---------------------- | --------------------------------- | --------- | --------------------------------- | ---------------------- |
| 30 de octubre de 2012  | Dubái | Rusia                  | Bandera de Rusia                  | 9:1       | Bandera de Estados Unidos         | Estados Unidos         |
| 30 de octubre de 2012  | Dubái | Emiratos Árabes Unidos | Bandera de Emiratos Árabes Unidos | 3:2       | Bandera de Polinesia Francesa     | Tahití                 |
| 31 de octubre de 2012  | Dubái | Rusia                  | Bandera de Rusia                  | 4:2       | Bandera de Polinesia Francesa     | Tahití                 |
| 31 de octubre de 2012  | Dubái | Estados Unidos         | Bandera de Estados Unidos         | 3:5       | Bandera de Emiratos Árabes Unidos | Emiratos Árabes Unidos |
| 1 de noviembre de 2012 | Dubái | Tahití                 | Bandera de Polinesia Francesa     | 4:3       | Bandera de Estados Unidos         | Estados Unidos         |
| 1 de noviembre de 2012 | Dubái | Emiratos Árabes Unidos | Bandera de Emiratos Árabes Unidos | 2:3       | Bandera de Rusia                  | Rusia                  |

#### Grupo B
| Equipo  | Pts | PJ | PG | PG+ | PP | GF | GC | Dif |
| ------- | --- | -- | -- | --- | -- | -- | -- | --- |
| Brasil  | 9   | 3  | 3  | 0   | 0  | 16 | 11 | 5   |
| Nigeria | 6   | 3  | 2  | 0   | 1  | 16 | 17 | -1  |
| Suiza   | 3   | 3  | 1  | 0   | 2  | 16 | 15 | 1   |
| Japón   | 0   | 3  | 0  | 0   | 3  | 14 | 19 | -5  |

| Fecha                  | Lugar |         |                    | Resultado |                    |         |
| ---------------------- | ----- | ------- | ------------------ | --------- | ------------------ | ------- |
| 30 de octubre de 2012  | Dubái | Japón   | Bandera de Japón   | 4:7       | Bandera de Suiza   | Suiza   |
| 30 de octubre de 2012  | Dubái | Brasil  | Bandera de Brasil  | 6:3       | Bandera de Nigeria | Nigeria |
| 31 de octubre de 2012  | Dubái | Nigeria | Bandera de Nigeria | 7:6       | Bandera de Suiza   | Suiza   |
| 31 de octubre de 2012  | Dubái | Brasil  | Bandera de Brasil  | 6:5       | Bandera de Japón   | Japón   |
| 1 de noviembre de 2012 | Dubái | Nigeria | Bandera de Nigeria | 6:5       | Bandera de Japón   | Japón   |
| 1 de noviembre de 2012 | Dubái | Suiza   | Bandera de Suiza   | 3:4       | Bandera de Brasil  | Brasil  |

### Segunda fase

#### Semifinales
| Fecha                  | Lugar |        |                   | Resultado |                                   |                        |
| ---------------------- | ----- | ------ | ----------------- | --------- | --------------------------------- | ---------------------- |
| 2 de noviembre de 2012 | Dubái | Rusia  | Bandera de Rusia  | 9:4       | Bandera de Nigeria                | Nigeria                |
| 2 de noviembre de 2012 | Dubái | Brasil | Bandera de Brasil | 5:3       | Bandera de Emiratos Árabes Unidos | Emiratos Árabes Unidos |

#### Tercer lugar
| Fecha                  | Lugar |         |                    | Resultado |                                   |                        |
| ---------------------- | ----- | ------- | ------------------ | --------- | --------------------------------- | ---------------------- |
| 3 de noviembre de 2012 | Dubái | Nigeria | Bandera de Nigeria | 7:7 (0:1) | Bandera de Emiratos Árabes Unidos | Emiratos Árabes Unidos |

#### Final
| Fecha                  | Lugar |       |                  | Resultado |                   |        |
| ---------------------- | ----- | ----- | ---------------- | --------- | ----------------- | ------ |
| 3 de noviembre de 2012 | Dubái | Rusia | Bandera de Rusia | 7:4       | Bandera de Brasil | Brasil |

|                              |
| Campeón Rusia Segundo título |

## Clasificación final
| Pos.              | Equipo                 |
| ----------------- | ---------------------- |
| Medalla de oro    | Rusia                  |
| Medalla de plata  | Brasil                 |
| Medalla de bronce | Emiratos Árabes Unidos |
| 4                 | Nigeria                |
| 5                 | Suiza                  |
| 6                 | Tahití                 |
| 7                 | Japón                  |
| 8                 | Estados Unidos         |